# Tiefenstein (Idar-Oberstein)
Tiefenstein ist ein Stadtteil der rheinland-pfälzischen Stadt Idar-Oberstein im Landkreis Birkenfeld.
Tiefenstein liegt am Idarbach, einem linken Zufluss der Nahe. Die Bundesstraße 422 führt durch den Ort, die die B 269 bei Allenbach mit der B 41 in Idar-Oberstein verbindet.
Tiefenstein entstand aus der Zusammenlegung der Gemeinden Obertiefenbach und Hettstein im Jahr 1909 und kam mit der Verwaltungsreform 1933 zu Idar-Oberstein.
Die Friedenseiche im Haselweg (Lage)
ist ein Naturdenkmal und wurde 1871 gepflanzt.